# فدائیان
فدائیان، فدائیون یا فدایی‌ها (عربی: فِدَائِيِّين‎ fidāʼiyyīn [fɪda:ʔɪji:n]) به گروه‌ها یا افرادی گفته می‌شود که به‌خاطر یک عقیده، هدف و یا آرمان حاضر هستند جان خود را فدا کنند. این واژه ریشه در کلمه عربی «فداء» دارد که به معنی خود را قربانی کردن یا فداکاری است. " جانفدا " اصطلاحِ درون گروهیست و به سربازانی گفته می‌شده که جان‌شان را در راه ایده فدا می‌کردند. 

## ایران
در تاریخ معاصر ایران، دو گروه سیاسی با ایدئولوژی کاملاً متفاوت خود را با نام فدائیان نامیده‌اند؛ فدائیان اسلام، که یکی از اولین سازمان‌های بنیادگرای اسلامی در جهان اسلام بودند و در سال ۱۹۴۶ توسط نواب صفوی با هدف اجرای سخت‌گیرانه شریعت و ترور افرادی که آن‌ها را مرتد و دشمن اسلام می‌دانست، تأسیس شد. پس از چندین ترور موفق، از‌جمله احمد کسروی، این گروه در سال ۱۹۵۶ سرکوب شد و چندین عضو برجسته آن اعدام شدند.
گروه دیگر سازمان چریک‌های فدایی خلق ایران است که در سال ۱۳۴۹ با ایدئولوژی مارکسیستی تأسیس شد و بعد از انقلاب ۱۳۵۷ دچار انشعاب شد و گروه‌های مختلفی با نام فدایی، مانند سازمان فداییان خلق ایران (اکثریت)، سازمان فدائیان (اقلیت)، اتحاد فداییان کمونیست، چریک‌های فدایی خلق ایران و… از درون آن پدید آمد.
چریک‌های فدایی خلق ایران در سال ۱۳۵۷ از سازمان مجاهدین خلق ایران جدا شد.

## فدایی در لغت
واژه فدایی در فارسی (فرهنگ معین) به این صورت معنی می‌شود: «کسی که جانِ خود را برای کسی یا هدفی بدهد». همچنین در فرهنگ واژگان مترادف و متضاد فارسی، «فدایی» به صورت «جان‌نثار، قربانی و فدوی» نیز معنی شده است. فدائیان جمع کلمه فدایی، به معنای " قربانی" در زبان عربی است.

## دولت اسماعیلیه
حسن صباح
، بنیان‌گذار حکومت نزاریه اسماعیلیان در ایران و سوریه که با سُنّی‌های سلجوقی می‌جنگیدند؛ برای نخستین‌بار این واژه را منسوب حشاشیون کرد.

## ارمنستان
در قرن نوزدهم، ارمنی‌ها سازمان‌های چریکی ارمنی و گروه‌های مسلح عثمانی (غرب ارمنستان کنونی) را که علیه نسل‌کشی ارمنی‌ها مبارزه کردند، فدایی خطاب می‌کردند.
در اوایل دهه ۱۹۹۰، زمانی که جمهورری آذربایجان بر سر ناگورنو قره‌باغ مباحثه می‌کرد، در جنگ قره باغ ارمنی‌ها اصطلاح فدائیان را برای یگان‌های عملیاتی غیرمعمولی بکار می‌بردند. این اصطلاح امروزه برای داوطلبان ارمنی استفاده می‌شود و می‌توان آن را در ادبیات و شعرهای انقلابی ارمنستان یافت.

## مصر
در طول دهه ۱۹۴۰، یک گروه از شهروندان داوطلب شدند، برای حفظ منطقه‌ای از سرزمین مصر در نزدیکی کانال سوئز، علیه انگلیسی‌ها مبارزه کنند. انگلستان پایگاه‌های نظامی خود را اطراف کانال سوئز بنا کرده بود، و از آن‌ها محافظت می‌کرد. بسیاری از مصری‌ها آن را تهدیدی برای حاکمیت کشورشان می‌دانستند. زمانی که دولت مصر هیچ واکنشی نشان نداد، رهبران مردمی مصر گروه‌هایی از فدائیان را تشکیل دادند که آموزش دیده بودند هر انگلیسی یا پایگاهی را در خاک مصر دیدند نابود کنند.

## اریتره
افرادی با همین نام، در شهر اسمره در طول ۱۵ الی ۲۰ سال علیه اتیوپی مبارزه می‌کردند. آن‌ها به صورت مخفیانه کسانی که علیه استقلال اریتره فعالیت می‌کردند را نابود می‌کردند. 

## عراق
در ابتدای سال ۱۹۹۵، در کشور عراق یک گروه شبه نظامی وفادار به صدام و حزب بعث، به نام فدائیان صدام تأسیس شد.

## فلسطینی‌ها
فدائیان فلسطینی گروهی از مردمان ملی‌گرا و جنگجو هَستند که تلاش می‌کنند در خطوط نظامی اسرائیل نفوذ کنند
اعضای این گروه‌ها در نوار غزه، کرانه باختری یا در همسایگی لبنان و سوریه زندگی می‌کنند. پس از عملیات نیزه سیاه اسرائیل در سال ۱۹۵۵، فدائیان فلسطینی به ارتش واحد مصر پیوستند.
در طول این زمان (۱۹۴۸ تا ۱۹۸۰) این کلمه به صورت بین‌المللی، بارها در رسانه‌های عربی، برای (مترادف) جنگجویان بزرگ استفاده شد. در زبان عبری اسرائیلی این اصطلاح (פַדַאיוּן fada'iun)، مفهوم منفی دارد و برای تروریست‌ها به کار می‌رود. از اواسط دهه ۱۹۶۰ و افزایش گروه‌های سازمان‌یافته نظامی مثل سازمان آزادی‌بخش فلسطین، کاربرد این واژه کاهش یافت؛ البته در زمینه‌های تاریخی هنوز موجود است.

## ترکیه / اواخر امپراتوری عثمانی
در تاریخ ترکیه، اصطلاح فدایلر (Fedailer) برای نیروهای غیرعادی، معروف به قوای ملّیه (Kuva-yi Miliye) در زمان امپراتوری عثمانی یا دوران تک حزبی ترکیه استفاده می‌شد.

## در فرهنگ عامه
- در رمان دعا برای برای اسسین، شخصیت اصلی، قبلاً یک فدائی بوده است.
- کتاب الموت نوشته ولادیمیر بارتول؛ کتابی دربارهٔ حسن صباح، فدائیان، حشاشین و حوریان باغ بهشتی الموت.